# Lithobates macroglossa
Espèce
Synonymes
- Rana macroglossa Brocchi, 1877

Statut de conservation UICN

 VU B1ab(iii) : Vulnérable
Lithobates macroglossa est une espèce d'amphibiens de la famille des Ranidae.

## Répartition
Cette espèce est endémique du centre et de l'Ouest du Guatemala. Elle se rencontre entre 1 500 et 2 500 m d'altitude,.

## Publication originale
- Brocchi, 1877 : Sur quelques Batrachiens RANIFORMES et BUFONIFORMES de l'Amérique Centrale. Bulletin de la Société Philomathique de Paris, sér. 7, vol. 1, p. 175-197 (texte intégral).